# Paavo Sepponen
Paavo Sepponen (ur. 30 października 1923 w Alavus, zm. 6 listopada 1998 w Nurmo) – fiński zapaśnik walczący w stylu wolnym. Dwukrotny olimpijczyk. Zajął piąte miejsce w Londynie 1948 w wadze 79 kg i siódme w Helsinkach 1952 w kategorii do 87 kg.
Piąty na mistrzostwach świata w 1951 roku.
Mistrz Finlandii w 1945; drugi w 1946 i 1947 w stylu klasycznym. Pierwszy w 1943, 1945, 1946, 1947, 1950 i 1951; drugi w 1948, 1952 i 1954 w stylu wolnym.

## Letnie Igrzyska Olimpijskie 1948
| Konkurencja      | Rundy eliminacyjne    | Rundy eliminacyjne    | Rundy eliminacyjne     | Rundy eliminacyjne   | Klas. końcowa |
| Konkurencja      | Przeciwnik I          | Przeciwnik II         | Przeciwnik IIII        | Przeciwnik IV        | Miejsce       |
| ---------------- | --------------------- | --------------------- | ---------------------- | -------------------- | ------------- |
| 79 kg styl wolny | André Brunaud (FRA) Z | Eduardo Assam (MEX) Z | Maurice Vachon (CAN) Z | Callie Reitz (ZPA) P | 5.            |

## Letnie Igrzyska Olimpijskie 1952
| Konkurencja      | Rundy eliminacyjne   | Rundy eliminacyjne | Rundy eliminacyjne  | Klas. końcowa |
| Konkurencja      | Przeciwnik I         | Przeciwnik II      | Przeciwnik III      | Miejsce       |
| ---------------- | -------------------- | ------------------ | ------------------- | ------------- |
| 87 kg styl wolny | Max Leichter (FRG) P | wolny los          | Abbas Zandi (IRI) P | 7.            |